# PAQ

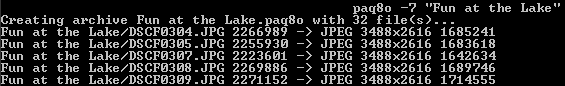
A sample session of PAQ8O.

PAQ es una serie de compresores sin pérdida que han pasado desde el desarrollo colaborativo hasta las mejores puntuaciones en varios benchmarks midiendo la relación de compresión (aunque a expensas de tiempo y uso de memoria).  Algunas versiones especializadas de PAQ han ganado el premio Hutter y el Desafío Calgary.  PAQ es software libre distribuido bajo la GNU General Public License.

## Algoritmo
PAQ usa un algoritmo de mezcla de contexto, que se relaciona con el de predicción por coincidencia parcial (PPM) en que está dividido en un predictor y en un codificador aritmético, pero difiere en que la predicción del siguiente símbolo es computada usando una combinación ponderada de la probabilidad estimada de un gran número de condicionadores de modelo en diferentes contextos. Otra diferencia es que el contexto no necesita ser contiguo. 